# Aaron Leland

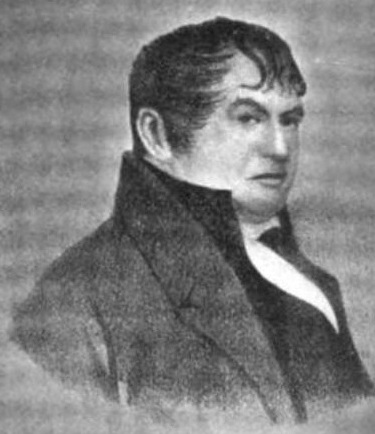
Aaron Leland

Aaron Leland (* 28. Mai 1761 in Holliston, Province of Massachusetts Bay; † 25. August 1832 in Chester, Vermont) war ein US-amerikanischer Politiker und Vizegouverneur von Vermont.

## Leben
Leland wurde im Middlesex County im heutigen Bundesstaat Massachusetts geboren. Er war ordinierter Baptistischer Priester und siedelte sich in Chester, Vermont im Jahr 1786 an. Leland war ein erfolgreicher Priester und Prediger, der eine Kirchengemeinde gründete, die Kirchen in Andover und Grafton in Massachusetts sowie Weathersfield und Jamaica in Vermont hatte.
Er war aktiver Politiker für die Demokratisch-Republikanische Partei, diente in örtlichen Funktionen, unter anderem als Stadtschreiber, als Selectman und war für das Windsor County 18 Jahre als Side judge tätig. Auch war er von 1801 bis 1811 als Abgeordneter im Repräsentantenhaus von Vermont. Sprecher des Repräsentantenhauses war er im Jahr 1804. Auch dem Governor’s_Council gehörte er an und war Wahlmann bei der Präsidentenwahl 1820.
Vizegouverneur von Vermont war Leland von 1822 bis 1827. Er lehnte es ab, für die Wahl zum Gouverneur im Jahr 1828 nominiert zu werden. Wichtiger war ihm seine Tätigkeit als Pastor seiner Kirche.
Obwohl er einer Freimaurerloge angehörte, war Leland in den späten 1820er Jahren aktiv in der Vermonter Anti-Masonic Party. Er starb am 25. August 1832 in Chester. Sein Grab befindet sich auf dem Chester Brookside cemetery.
Leland war der Empfänger der Ehrendoktorwürde des Middlebury College und der Brown University.